# Sokari Douglas Camp
Sokari Douglas Camp, née en 1958 au Nigeria, est une artiste connue notamment pour ses imposantes sculptures en acier. Elle a fait l'objet d'expositions sur plusieurs continents, depuis la fin des années 1980. Elle a été honorée en tant que Commandeur de l'Ordre de l'Empire Britannique (CBE) en 2005.

## Biographie
Elle est née à Buguma, Nigeria, une ville kalabari  dans le Delta du Niger. Elle a été élevée par son beau-frère, l'anthropologue Robin Horton. Elle a étudié l'art au California College of Arts and Crafts à Oakland, en Californie, à la fin des années 1970, puis à la Central School of Art and Design de Londres, de 1980 à 1983,et au Royal College of Art de 1983 à 1986.
Elle travaille l'acier, et réalise des sculptures d'acier soudé tridimensionnelles, leur associant des matériaux divers, en prenant son inspiration dans le patrimoine kalabari et dans d'autres aspects de la culture Africaine. Elle a travaillé avec le Musée national d'art africain à Washington et la Smithsonian Institution, ou encore avec le British Museum. Certaines de ses œuvres sont présentes dans les collections permanentes de ces musées. Ses sculptures sont également détenus dans d'autres institutions européennes, en Grande-Bretagne et au Japon, et dans des collections privées à travers le monde. Elle a exposé dans le monde entier , notamment l'Autriche, la Grande-Bretagne, Cuba, la France, l'Allemagne, les Pays-Bas, le Japon, la Sicile, l'Afrique du Sud, l'Espagne, les États-Unis. Parmi ses expositions personnelles, les plus connues sont Spirits in Steel — The Art of the Kalabari Masquerad au Muséum américain d'histoire naturelle, à New York en 1998 et 1999 ; et Imagined Steel au centre artistique The Lowry de Manchester, une exposition présentée ensuite à l'Oriel Mostyn Galerie à Llandudno, au Brewery Art Centre de Cirencester, et au Derby Museum and Art Gallery de Derby, en 2002 et 2003.
Elle a reçu de nombreuses commandes de mémorial ou sculptures publiques, notamment le Living Memorial consacré à Ken Saro-Wiwa. En 2003, sa proposition N-O-War No-O-War-R , a été finaliste pour le Quatrième socle de Trafalgar Square.
Son travail a été mis en avant en 2015 dans l'exposition No Colour Bar: Black British Art in Action 1960–1990 à la Guildhall Art Gallery. En 2016, une exposition intitulée Primavera est présentée à la October Gallery à Londres,.

### Vie personnelle
Elle est mariée à l'architecte Alan Camp et a vécu à Londres pendant de nombreuses années.

## Prix
- 1981 Amy Sadur Friedlander Prize
- 1982 Saatchi and Saatchi Award

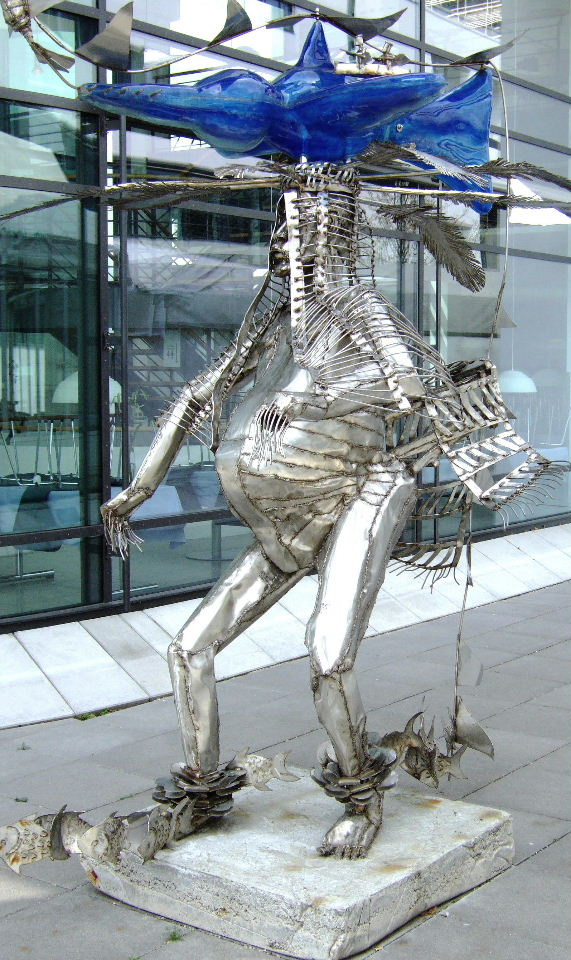
Sculpture Fest für Neptun à Bonn

- 1983 Bourse de la Fondation Henry Moore
- 2000 Commonwealth
- 2005 Commander of the Order of the British Empire (CBE)[6]
- 2006 Honorary Fellow of the University of the Arts London

## Portraits
En 2006, une photographie de Sokari Douglas Camp par Sal Idriss fait partie de la  collection de la National Portrait Gallery.
Une terre cuite de 2009 est exposée au Yorkshire Sculpture Park en 2013, dans le cadre de l'exposition  Sculpture Series Heads - Contributors to British Sculpture.